# Antidote (Lied)
Antidote ist ein Lied der Progressive-House-Band Swedish House Mafia. Der Song wurde am 16. Dezember 2011 als zweite Single-Auskopplung aus dem Album Until Now veröffentlicht. Sie erschien als CD und als Download und wurde mit dem australischen House- und Dubstep-Duo Knife Party aufgenommen. Der Titel konnte etliche Platzierungen in Top 100-Charts erreichen und wurde in England sogar zum Top-5-Hit.

## Musikvideo
Das Musikvideo wurde am 19. Dezember 2011 erstmals auf dem offiziellen Vevo-Kanal der Swedish House Mafia hochgeladen. Die Regie führte BB Gun, das Video Casting wurde von Sashalee Pallagi geleitet und die Kameraführung übernahm Matt Klammer. Es gibt zwei Musikvideos, eine Explizit- und eine Clean-Version. Das explizite Video handelt von einem Raubüberfall in einem japanischen Strip-Club. Eine Bande Krimineller bricht dort ein und erschießt mehrere Arbeiter. Am Ende des Videos werden sie beim Versuch, mit der Beute zu fliehen, selbst getötet. In der Clean-Version geht es um eine Kofferübergabe in einer Diskothek. Allerdings wird auch hier zum Schluss der Flüchtige erschossen. Die Videos hatten jeweils nach über einem halben Jahr mehr als 8.000.000 Klicks.

## Rezeption
Lewis Corner von Digital Spy gab der Single 4 von 5 Sternen und schrieb:

„With the dubstep renaissance still just about keeping the UK singles chart shaking at the knees, Swedish House Mafia’s latest cut could easily prove one hi-NRG club hit too far. Continuing their penchant for big anthems and even bigger beats, the production trio have teamed up with Knife Party for their new single – but is the public’s love affair with a house tune coming to an end?
If there was any doubt that dance music’s popularity may fall quicker than it rose, 'Antidote' is the hit to tackle any such dip in the genre’s health. The intro is a heart-pounding climb of synths that are as provocative and dramatic as the Moulin Rouge; while the impending reverb tumbles harder and faster than any world class roller coaster. Much like a thrill-seeking ride, the track abandons you with an excess of adrenaline by its end – which unfortunately comes around far too quickly.“

## Mitwirkende
Antidote wurde von Sebastian Ingrosso, Steve Angello und Axwell als Swedish House Mafia und Rob Swire und Gareth McGrillen als Knife Party selber geschrieben und komponiert. Sie produzierten neben Martin Poyner, Garen Barsegian, Grayson Ross, Brooke McDaniel und Jeff Pantaleo auch selber. Die Sounddesigner waren Sonam Gray und Ryan LeRette. Antidote wurde von der EMI Group gemeinsam mit Virgin Records am 16. Dezember 2011 als Einzel-Track auf iTunes veröffentlicht, der aber nicht mehr als Single, sondern nur noch als Teil der Remix EP zu kaufen ist. Die Remix EP erschien am 13. Januar 2012 im deutschen iTunes-Store, in der die Radio Edit, sowie auch der Original-Mix vorhanden sind.

## Inhalt der Remix EP
| #  | Version / Remix         | Länge | BPM |
| -- | ----------------------- | ----- | --- |
| 1. | Radio Edit              | 2:56  | 128 |
| 2. | Original Mix            | 6:12  | 128 |
| 3. | Knife Party Dub         | 6:07  | 128 |
| 4. | Swedish House Mafia Dub | 6:12  | 128 |
| 5. | Tommy Trash Remix       | 5:52  | 128 |

## Kommerzieller Erfolg

### Chartplatzierungen
Antidote war mit Platz vier im Vereinigten Königreich am erfolgreichsten und wurde neben Miami 2 Ibiza dort auch die erfolgreichste Single. Auch in mehreren anderen Hitlisten war Antidote zu finden. In Deutschland erreichte das Lied Platz 63, in Österreich Platz 30, in der Schweiz Rang 70 und in Schweden den 17. Platz.
| ChartsChartplatzierungen     | Höchstplatzierung | Wochen |
| ---------------------------- | ----------------- | ------ |
| Deutschland (GfK)            | 63 (2 Wo.)        | 2      |
| Österreich (Ö3)              | 30 (3 Wo.)        | 3      |
| Schweden (GLF)               | 17 (19 Wo.)       | 19     |
| Schweiz (IFPI)               | 70 (1 Wo.)        | 1      |
| Vereinigtes Königreich (OCC) | 4 (8 Wo.)         | 8      |

| ChartsJahrescharts (2012)    | Platzierung |
| ---------------------------- | ----------- |
| Vereinigtes Königreich (OCC) | 54          |

### Auszeichnungen für Musikverkäufe
| Land/Region                  | Auszeichnungen für Musikverkäufe (Land/Region, Auszeichnung, Verkäufe) | Verkäufe |
| ---------------------------- | ---------------------------------------------------------------------- | -------- |
| Kanada (MC)                  | Gold                                                                   | 40.000   |
| Schweden (IFPI)              | 3× Platin                                                              | 120.000  |
| Vereinigtes Königreich (BPI) | Silber                                                                 | 200.000  |
| Insgesamt                    | 1× Silber · 1× Gold · 3× Platin ·                                      | 360.000  |